# Blenina malachitis
Blenina malachitis är en fjärilsart som beskrevs av George Francis Hampson 1905. Blenina malachitis ingår i släktet Blenina och familjen trågspinnare. Inga underarter finns listade i Catalogue of Life.